# Gottfried Pieck
Gottfried Pieck (* 5. Juli 1903 in Walberberg; † 27. März 1986) war ein deutscher Politiker und Landtagsabgeordneter der CDU. 

## Leben und Beruf
Nach dem Schulbesuch mit dem Abschluss Abitur absolvierte er eine Banklehre und war ab 1923 bei der Deutschen Bank AG beschäftigt. Mitglied der CDU wurde Pieck 1946. Er war in zahlreichen Parteigremien vertreten.
Vom 20. April 1947 bis zum 12. Juli 1958 und vom 21. Juli 1962 bis zum 23. Juli 1966 war Pieck Mitglied des Landtags des Landes Nordrhein-Westfalen. Er wurde jeweils im Wahlkreis 020 Bonn-Land-Nord direkt gewählt. Ab 1946 war er Mitglied des Kreistages des ehemaligen Landkreises Bonn.